# 洛伦索·阿拉贡
洛伦索·阿拉贡（西班牙語：Lorenzo Aragón，1974年4月28日—），古巴男子拳击运动员。他曾代表古巴参加1996年和2004年夏季奥林匹克运动会拳击比赛，其中2004年奥运会获得一枚银牌。